# Fort C.F. Smith

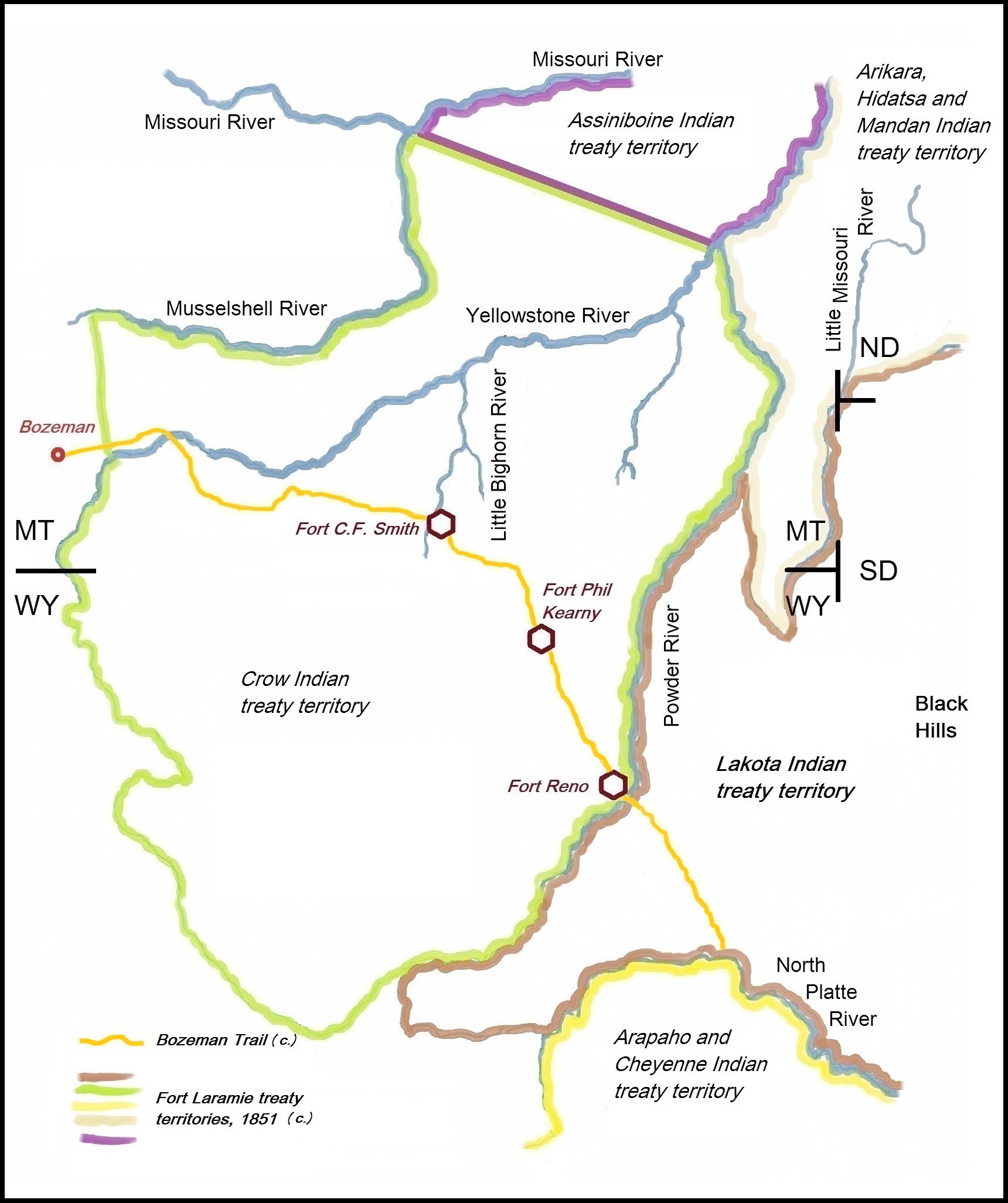
Mapa Bozeman Trail, Fort C.F. Smith, Fort Phil Kearny, Fort Reno i pobliskie terytoria, 1851.

Fort C.F. Smith – posterunek wojskowy utworzony w kraju rzeki Powder przez US Army na Terytorium Montany 12 sierpnia 1866, w czasie trwania wojny Czerwonej Chmury. Założony na rozkaz płk. Henry'ego B. Carringtona, był jednym z trzech fortów na trasie łączącej Fort Phil Kearny i Fort Reno, które miały chronić przed Indianam szlak Bozemana, biegnący ze złotonośnych pól Montany do Fortu Laramie.
Początkowo nazywany Fort Ransom, został nieco później przemianowany dla uczczenia gen. Charlesa Fergusona Smitha. Zbudowany był na planie kwadratu o boku długości około 40 metrów. Umocnienia fortu zbudowane były po części z cegieł adobe, a po części w formie drewnianej palisady. Na wszystkich czterech rogach wznosiły się bastiony obronne, a w pobliżu jednej z palisad wieża obserwacyjna. W forcie wznosiło się kilka budynków: komendantura, koszary i stajnie oraz tartak.
W roku 1866 w forcie stacjonowały dwie kompanie 18. pułku piechoty US Army (90-100 oficerów i żołnierzy), a w roku następnym 400 ludzi z 27. pułku piechoty.
Znaczny oddział Szejenów bezskutecznie atakował grupę 6 cywilnych kosiarzy i chroniących ich 20 żołnierzy podczas tzw. boju na łące w sierpniu 1867. Armia ostatecznie opuściła umocnienia Fortu C.F. Smith, wypełniając warunki traktatu pokojowego, podpisanego w Forcie Laramie w roku 1868.
Nieistniejący fort znajduje się na obszarze rezerwatu Wron.